# Lijst van prefecten voor de Dienst van Naastenliefde

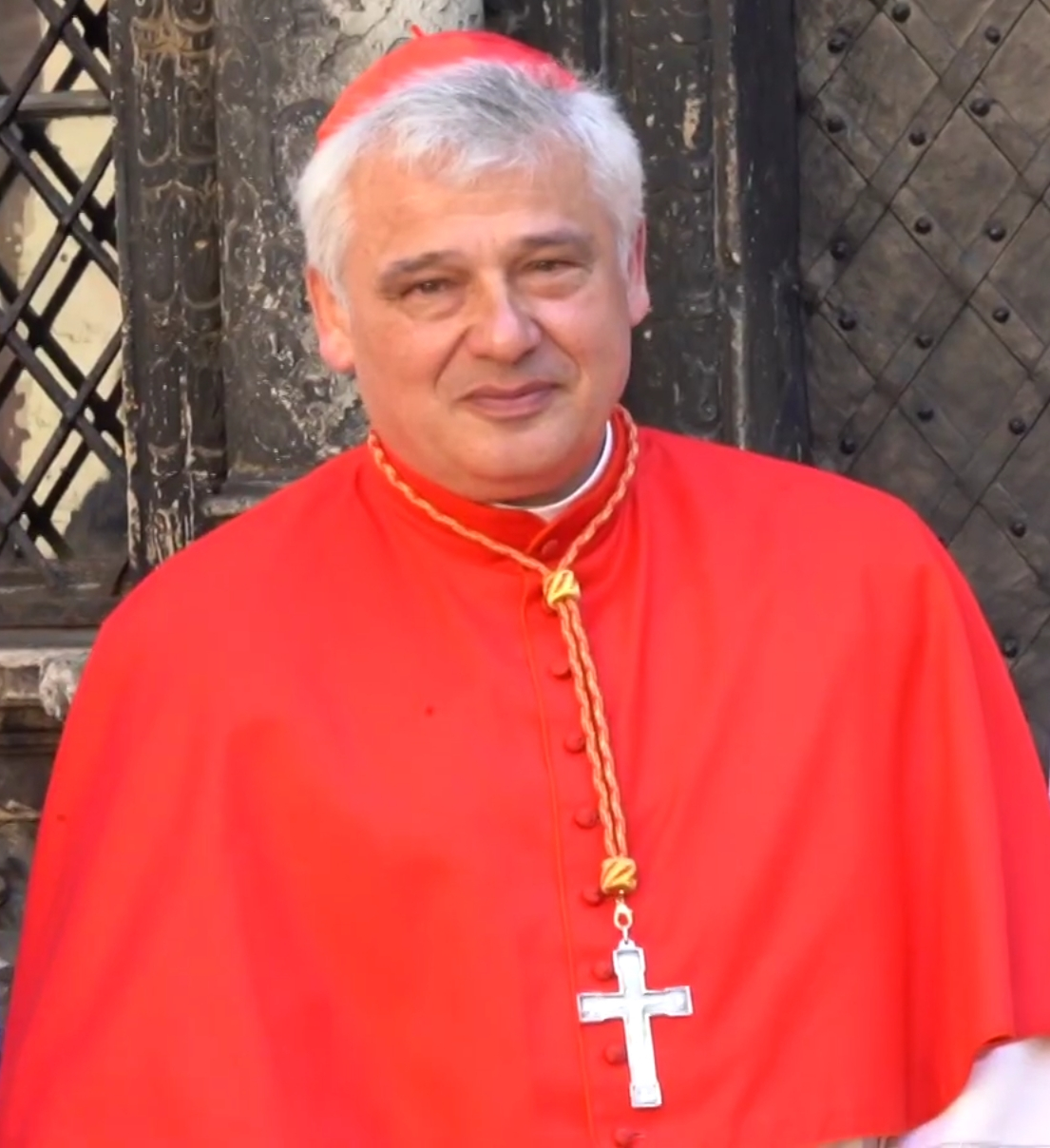
Konrad Krajewski, prefect sinds 2022

Onderstaand volgt een lijst van prefecten van de dicasterie voor de Dienst van Naastenliefde, een orgaan van de Romeinse Curie.
| Bureau voor Pauselijke Liefdadigheid        | Bureau voor Pauselijke Liefdadigheid |
| ------------------------------------------- | ------------------------------------ |
| 1866-1874                                   | Xavier de Mérode                     |
| 1874-1887                                   | Alessandro Zabarella                 |
| 1906-1916                                   | Augusto Silj                         |
| 1916-1921                                   | Giovanni Nasalli Rocca di Corneliano |
| 1921-1935                                   | Carlo Cremonesi                      |
| 1935-1951                                   | Giuseppe Migone                      |
| 1951-1968                                   | Diego Venini                         |
| 1968-1989                                   | Antonio Maria Travia                 |
| 1989-2007                                   | Oscar Rizzato                        |
| 2007-2012                                   | Félix del Blanco Prieto              |
| 2012-2013                                   | Guido Pozzo                          |
| 2013-2022                                   | Konrad Krajewski                     |
| Dicasterie voor de Dienst van Naastenliefde |                                      |
| 2022-heden                                  | Konrad Krajewski                     |